# Martin Gobrecht
Martin Charles Gobrecht, né le 11 novembre 1772 à Cassel dans les Flandres françaises et mort le 7 juin 1845 à Saint-Omer, est un général de division français de la Révolution et de l’Empire.

## Biographie
Martin Gobrecht commence sa carrière militaire en tant que volontaire dans la compagnie franche de Vandamme le 13 septembre 1792. Il assiste la même année au siège de Lille, est nommé sous-lieutenant à l'armée du Nord le 4 mars 1793 et lieutenant dans la compagnie de chasseurs de Mont-Cassel (14e, puis 1re demi-brigade légère) le 5 septembre. Il est blessé à la bataille d'Hondschoote le 8 du même mois. Au passage du Wahal, en Hollande, le 21 nivôse an III (10 janvier 1795), il reçoit deux blessures au bras gauche et a un cheval tué sous lui à la tête des grenadiers qui, dirigés en partie par lui, enlèvent une redoute et six canons. 
Devenu aide de camp du général Vandamme le 16 avril 1795, il obtient le grade de capitaine à l'armée de Sambre-et-Meuse le 2 novembre de la même année et assiste sous Moreau aux deux passages du Rhin. Le 17 nivôse an VI (6 janvier 1798) il quitte ses fonctions d'aide de camp pour entrer avec son grade dans le 6e régiment de hussards à l'armée du Rhin, et reçoit du général Brune le grade de chef d'escadron sur le champ de bataille de Bergen en Batavie le 19 septembre 1799. Rentré le même jour dans ses fonctions d'aide de camp auprès du général Vandamme, il reçoit une blessure grave à la tête en combattant contre les Russo-Britanniques à la bataille de Castricum le 6 octobre 1799 et obtient la confirmation de son grade de chef d'escadron le 9. Il sert successivement dans le 4e régiment de dragons le 5 février 1803, et dans le 2e de l'arme le 15 décembre, est compris comme membre de la Légion d'honneur au camp d'Amiens, dans la promotion du 14 juin 1804.
Gobrecht fait partie de la Grande Armée, division Klein, dès la fin de l'an XIII. À la bataille de Wertingen, le 8 octobre 1805, il conduit une charge sur l'infanterie russe embusquée sur la lisière des bois et lui enlève deux canons. Nommé major au 24e régiment de dragons le 16 mai 1806, il rejoint son nouveau corps dans les garnisons d'Italie, et obtient la croix d'officier de la Légion d'honneur le 27 juillet 1809. Le 14 mars 1811, il est nommé colonel du 30e régiment de chasseurs à cheval qui est transformé le 18 juin suivant, en 9e régiment de chevau-légers lanciers et le 19 août 1812, il est créé baron de l'Empire pour sa conduite au combat d'Ostrowno le 25 juillet 1812. Après la retraite, pendant laquelle il a 5 chevaux tués sous lui par le feu de l'ennemi, il vient en Saxe, où, ayant été promu général de brigade par décret du 13 juillet 1813, il prend le commandement de la cavalerie du 1er corps. Enfermé dans Dresde, et prisonnier de guerre par suite de la violation de la capitulation de cette place, il ne revient en France qu'au mois de mars 1814. Mis en non-activité à cette époque, et décoré de la croix de Saint-Louis le 6 août, il est admis à la retraite le 1er janvier 1825 et reçoit la croix de commandeur de la Légion d'honneur le 5 janvier 1834.

## Armoiries
| Figure | Blasonnement |
|        | Armes du baron Martin Charles Gobrecht et de l'Empire Parti ; le premier d'azur à deux lances polonaises, en sautoir, d'argent ; le deuxième coupé au premier des barons tirés de l'armée, au second de pourpre à la tête de cheval coupée d'argent ; à la vergette d'or brochant sur le tout ; pour livrées les couleurs de l'écu. - Livrées : les couleurs de l'écu. |